# Бастид л'Евек
Бастид л'Евек (фр. Bastide-l'Evêque) насеље је и општина у јужној Француској у региону Миди Пирене, у департману Аверон која припада префектури Вилфранш де Руерг.
По подацима из 2011. године у општини је живело 822 становника, а густина насељености је износила 18,61 становника/km². Општина се простире на површини од 44,16 km². Налази се на средњој надморској висини од 470 метара (максималној 713 m, а минималној 280 m).

## Демографија
| 1962. | 1968. | 1975. | 1982. | 1990. | 1999. | 2011. |
| ----- | ----- | ----- | ----- | ----- | ----- | ----- |
| 1.041 | 1.132 | 964   | 982   | 921   | 882   | 822   |

График промене броја становника у току последњих година